# Н-когруппа
Н-когруппа — топологическое пространство {\displaystyle Q} с отмеченной точкой, на котором определено непрерывное отображение {\displaystyle \nu :Q\rightarrow Q\vee Q}, называемое коумножением, для которого выполняются следующие условия:
1. Существование гомотопической единицы: если {\displaystyle c:Q\rightarrow Q} — постоянное отображение в отмеченную точку, то обе композиции {\displaystyle Q{\overset {\nu }{\longrightarrow }}Q\vee Q{\overset {(c,1)}{\longrightarrow }}Q\quad {\text{и}}\quad Q{\overset {\nu }{\longrightarrow }}Q\vee Q{\overset {(1,c)}{\longrightarrow }}Q} гомотопны тождественному отображению {\displaystyle 1_{Q}};
2. Гомотопическая ассоциативность: диаграмма гомотопически коммутативна;
3. Существование гомотопического обратного: существует отображение {\displaystyle \psi :Q\rightarrow Q}, т.ч. обе композиции {\displaystyle Q{\overset {\nu }{\longrightarrow }}Q\vee Q{\overset {(1,\psi )}{\longrightarrow }}Q\quad {\text{и}}\quad Q{\overset {\nu }{\longrightarrow }}Q\vee Q{\overset {(\psi ,1)}{\longrightarrow }}Q} гомотопны постоянному отображению {\displaystyle c:Q\rightarrow Q}.

H-когруппа {\displaystyle Q} абелева, если диаграмма
где {\displaystyle T'(q_{1},q_{2})=(q_{2},q_{1})}при {\displaystyle q_{1},q_{2}\in Q} гомотопически коммутативна.

## Теоремы
1. Пространство с отмеченной точкой, имеющее тот же гомотопический тип, что и некоторая Н-когруппа, само является Н-когруппой.